# 中田尚子 (ロック歌手)
中田 尚子（なかた なおこ、1962年〈昭和37年〉9月5日 - 1993年〈平成5年〉2月17日）は、ロック歌手。「中田NAO」の名義で活動していた。

## 人物
愛知県名古屋市天白区に生まれる。音楽活動としては南山中学校女子部在学中にガールズロックバンドを結成。1982年（昭和57年）、フレッシュサウンズコンテスト準優勝。名古屋市内の私立大学中退後、18才のときにプロデビューを果たした。
1989年（平成元年）、「負けないで」を発売。
テレビアニメ「YAWARA!」の挿入歌を手がけたこともあるという。
主に横浜で活動していたアメリカ人ロックバンド「ヒーローズ」に誘われ合流。1990年（平成2年）には、ヒーローズメンバーとともに活動拠点をアメリカに移した。この渡米に際しては、周囲の反対があったものの、自由に音楽ができる場所としてアメリカを選んだ。
1992年（平成4年）にはヒーローズを脱退。その後はヒーローズのメンバーでもあった夫とともに引き続きアメリカで音楽活動を続けた。
1993年（平成5年）2月17日、アメリカ合衆国アリゾナ州ピオリア市において、護身用にカバンに入れて持ち歩いていたピストルが暴発したとみられる事故死。30歳だった。その死を悼んだマイケル・ダンラップの手により、遺作アルバムが制作された。